# Arsakes
Arsakes (koine Αρσακης, od irań. Aršak) (? – zm. pomiędzy 217 a 214 p.n.e.) – wódz plemienia Parnów i pierwszy król Partów, eponimiczny założyciel dynastii Arsacydów.
W związku ze skąpą liczbą źródeł na temat wczesnej historii Arsacydów postać Arsakesa do dzisiaj jest przedmiotem kontrowersji wśród iranistów. Według dawniejszej historiografii miał on rządzić Parnami do ok. r. 248 p.n.e., potem zaś miał go zastąpić jego brat Tiridates I, a następnie syn tego ostatniego Artabanus I. Większość współczesnych historyków, przede wszystkim na skutek argumentacji Józefa Wolskiego, przyjmuje jednak, że w czasie rzekomego panowania Tiridatesa Parnami w rzeczywistości nadal rządził Arsakes, po nim zaś nastąpił jego syn, Arsakes II. Oprócz sprzeczności antycznych źródeł sprawę komplikuje w szczególności fakt, że wszyscy partyjscy władcy nosili imię Arsakes jako tytuł honorowy, i co więcej to nim właśnie, a nie swoimi właściwymi imionami, posługiwali się na swoich monetach.
Parnowie byli najsilniejszym z trzech koczowniczych plemion tworzących scytyjską konfederację Dahów. W połowie III w. p.n.e. Dahowie znajdowali się w pobliżu wschodnich wybrzeży Morza Kaspijskiego, nieopodal Partii, satrapii Seleucydów. Ok. 250 p.n.e. pod wodzą Arsakesa Parnowie zaczęli penetrować dolinę rzeki Atrek. Ok. r. 247 p.n.e. Arsakes ogłosił się królem, co później zostało uznane za początek ery Arsacydów. Ok. r. 245 p.n.e. namiestnik Partii i Hyrkanii Andragoras zbuntował się przeciwko Seleucydom. Arsakes wykorzystał tę sytuację, i ok. 238 p.n.e. najechał i opanował jego państwo. Wkrótce Parnowie wymieszali się z miejscowymi Irańczykami i od nazwy satrapii Partia przyjęli nazwę Partów. Pomiędzy Partami a miejscowymi Grekami panowała wrogość, za to utrzymywali oni dobre kontakty z nomadami z północy. Kiedy ok. r. 231 p.n.e. Seleukos II Kallinikos wkroczył na tereny Partii chcąc przywrócić panowanie Seleucydów Partowie wycofali się na północ, w regiony zamieszkane przez sakijskie plemię Apasiacae. Seleukos próbował w pościgu za przeciwnikiem przekroczyć Jaksartes, jednak na skutek strat zadanych mu przez nomadów i alarmujących wieści z Azji Mniejszej, gdzie jego posiadłości zaatakowali Attalidzi, musiał się wycofać. Zawarł on pokój z Arsakesem, który formalnie uznał jego zwierzchność. Po inwazji Seleukosa Arsakes zmienił swoją politykę, przedstawiając się odtąd Grekom jako kontynuator dzieła Seleucydów, szanując autonomię ich miast, a nawet fundując kilka nowych, w tym Nisę, gdzie został pochowany. Arsakes zmarł pomiędzy 217 a 214 p.n.e.
Na swoich monetach Arsakes jest ubrany w strój sakijski i siedzi na stołku z łukiem w ręku, podobnie jak niektórzy achemenidzcy satrapowie. Używa także tytułu Kārny/Karny (greckie autokrator), dawniej przyjmowanego przez achemenidzkich najwyższych dowódców, takich jak Cyrus Młodszy. Wszystko to wskazuje na to, że Arsakes świadomie wprowadził do swoich monet zmiany w stosunku do praktyki stosowanej przez Seleucydów, chcąc zaakcentować swoje irańskie, nacjonalistyczne, i królewskie aspiracje. Arsakes jako założyciel dynastii i państwa cieszył się wielkim prestiżem wśród swoich następców. Jego podobizna regularnie pojawiała się także na ich rewersie. Imię Arsakes jest hipokorystykiem od staroirańskiego wyrazu Aršan, które oznacza bohater i było używane w czasach Achemenidów (imię takie nosił Artakserkses II).